# Puppenküche

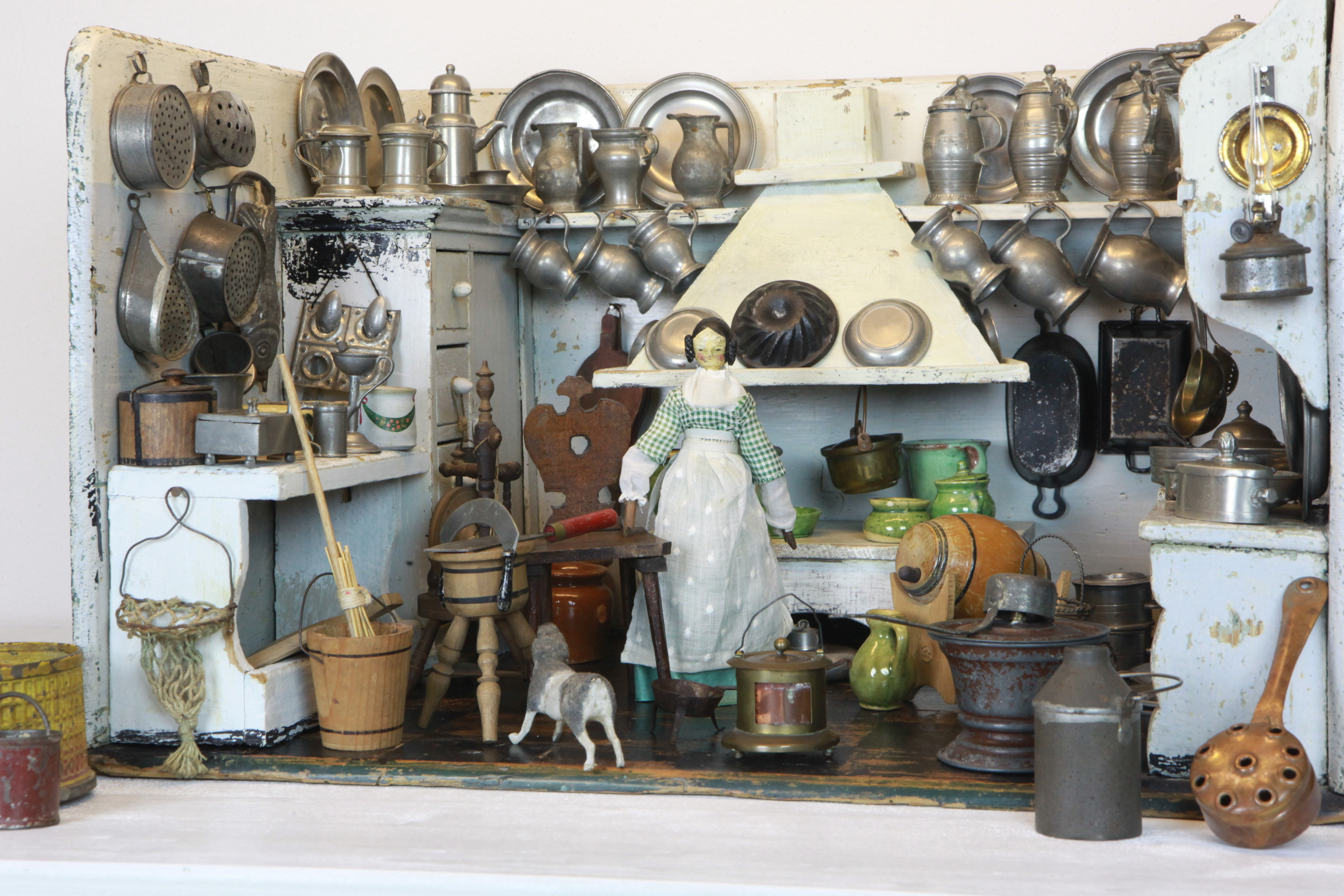
Das Kleine Museum Hagnau Zinnküche um 1850

Eine Puppenküche ist eine verkleinerte Nachbildung einer echten Küche als Spielzeug mit Lerncharakter.

## Geschichte und Entwicklung
Die ersten Puppenküchen waren Teil großer, aufwendig gestalteter und ausgestatteter Puppenhäuser im Zeitalter der Renaissance und des Barocks. Sie waren vor allem Prestigeobjekte ihrer wohlhabenden erwachsenen Besitzer. Kinder durften die Puppenküchen zwar bewundern, aber nicht mit ihnen spielen, weil diese teuer und empfindlich waren und sich nicht für Kinderhände eigneten. Die vermutlich erste Erwähnung einer Spielküche ist im „Frauenzimmerlexikon“ von 1739 zu finden. Erst gegen Ende des 18. Jahrhunderts entwickelte sich die Puppenküche zu einem eigenständigen Spielzeug, wurde aus dem Puppenhaus herausgelöst und Kindern zum Spielen gegeben. Da das Thema Küche innerhalb der Puppenhäuser die meisten Spielmöglichkeiten bot, wurden Puppenküchen schon bald als separates Spielzeug gebaut und vertrieben.

### Materialien und Hersteller
Puppenküchen wurden früher aus Holz hergestellt.
Während es sich bei den ersten Puppenküchen noch um handwerklich gefertigte und somit teure Einzelstücke handelte, die vor allem für die Kinder wohlhabender Bürger hergestellt wurden, begann um die Mitte des 19. Jahrhunderts die serienmäßige und damit kostengünstigere Produktion von Puppenküchen. Dadurch wurde dieses Spielzeug auch für die Kinder von Familien, die weniger wohlhabend waren, erreichbar, wenn auch in weniger opulenter Form.

### Bau- und Erscheinungsformen
Viele Puppenküchen haben einen rechteckigen oder einen trapezförmigen Grundriss und sind zur Vorderseite und nach oben hin offen, was der besseren Bespielbarkeit dient. Es kann zwischen einräumigen Küchen und zweiräumigen Küchen unterschieden werden, teilweise gibt es auch zweistöckige Puppenküchen. In den Puppenküchen folgte die Anordnung der Möbel dem dreiseitigen, nach vorne offenen Gehäuse. An der hinteren Schauwand befand sich meist zentral die Kochstelle in Form eines Herdes, links und rechts davon fanden sich in symmetrischer Anordnung Tellerborde, Regale und Schränke.

### Puppenküchen im Wandel der Zeit

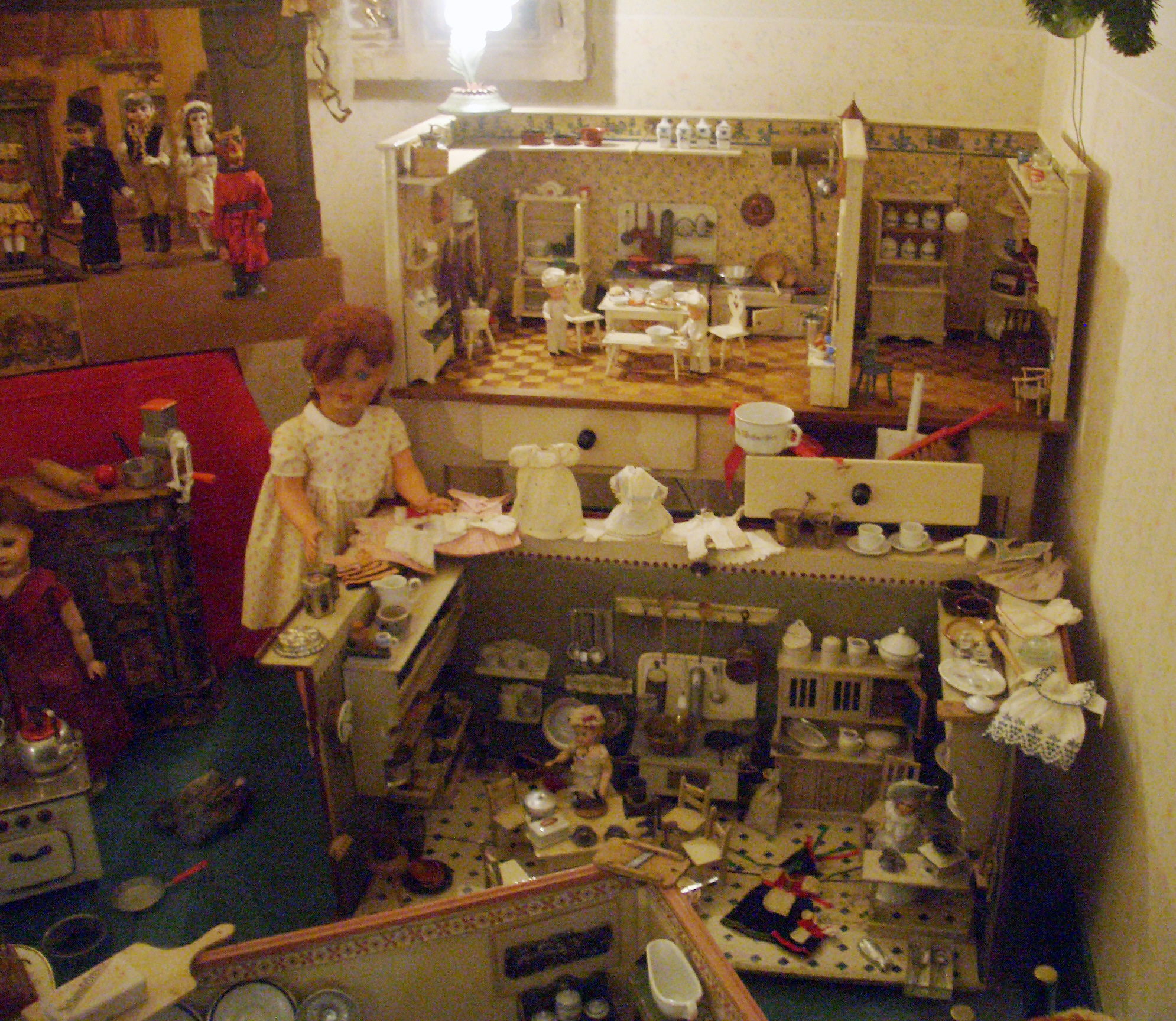
Puppenküchen im Museum Boxenstop, Tübingen

Grundsätzlich können Puppenküchen anhand ihrer Bauweise, Gestaltung und Ausstattung bestimmten Zeiträumen zugeordnet werden. Genaue Datierungen sind jedoch, insbesondere bei frühen Puppenküchen, kaum möglich. Manche Unterschiede waren lediglich regional- oder herstellerbedingt. Musterbücher und Spielwarenkataloge lassen gewisse Rückschlüsse auf Entstehungszeiten und mögliche Hersteller zu; viele Puppenküchen waren jedoch jahrzehntelang nahezu unverändert im Angebot. Puppenküchen wurden oft von Generation zu Generation weitergegeben, vielfach renoviert, modernisiert und manchmal auch massiv umgebaut. Dadurch wurde ihr Aussehen mitunter sehr verändert. Schreinergehäuse oder Eigenbauten wirken oft deutlich "altmodischer", als es ihrer Entstehungszeit entsprechen würde. Dafür tragen sie manchmal Jahreszahlen, die genau verraten, wann sie gebaut oder umgebaut wurden.

### Von der Feuerstelle zum Puppenherd

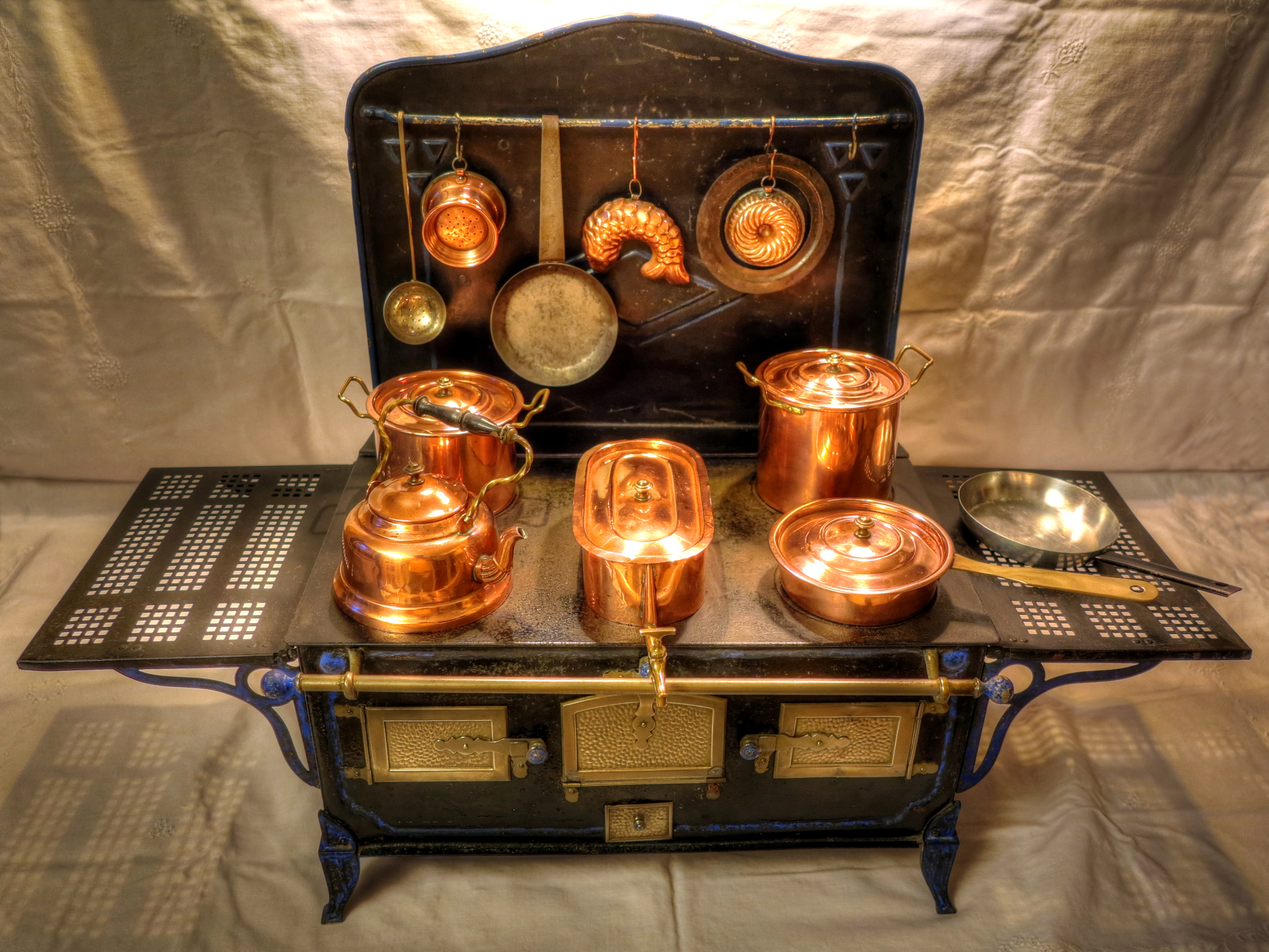
Puppenherd

Der Puppenherd, der anfangs noch Teil der Puppenküche war, konnte später als eigenständiges Spielzeug erworben werden.
Die ersten Puppenherde aus gewalztem Blech gab es um 1800. Im Lauf des 19. Jahrhunderts entstanden dann Kinderkochherde in sehr großer Vielfalt, aus Schmiedeeisen, Gusseisen und vor allem aus Schwarzblech und Weißblech. Die ersten Kochmaschinen für Kinder waren Einzelstücke und wurden von Handwerkern angefertigt. Schon ab 1820 könnten aber erste Blechspielzeug-Fabrikanten mit der seriellen Herstellung von Kinderkochherden aus Schwarzblech begonnen haben. Diese frühen Puppenherde waren noch sehr schlicht in den Formen und wurden außerhalb der Puppenküche bespielt. Je nach Herdgröße konnten sie mit Talglichtern oder mit Holz und Kohle beheizt werden. Regelrechtes Kochen war mit diesen Puppenherden also noch nicht gut möglich, da sie entweder nicht warm genug wurden oder so viel Rauch entwickelten, dass sie nur im Freien verwendet werden konnten - oder auf den großen Herd in der elterlichen Küche unter den Rauchfang gestellt werden mussten.
Das änderte sich mit der Einführung der Spiritus-Befeuerung: In den Jahren zwischen 1840 und 1850 wurden erstmals kleine Weingeist-Lampen für das Kochen mit dem Puppenherd verwendet, was jedoch keineswegs ungefährlich war. Es existieren etliche Berichte von Explosionen und Zimmerbränden. Die kleinen Kochherde waren nun voll funktionsfähig, aber das Spiel damit war aus Sicherheitsgründen ohne Hilfe und Aufsicht von Erwachsenen nicht mehr möglich. Später wurden dann allerlei Verbesserungen an den Spiritusbrennern vorgenommen und weitere Erfindungen gemacht, die das Kochen mit dem Puppenherd weniger gefährlich machen sollten. 
Um die Jahrhundertwende gab es auch elektrifizierte Puppenherde, die als besonders sicher galten, aber auch dementsprechend deutlich teurer waren.

## Traditionen
Im Gegensatz zu heute wurden Puppenküchen früher meist nur in der Zeit zwischen Weihnachten und Mariä Lichtmess aufgebaut und danach wieder bis zum nächsten Weihnachtsfest weggepackt. Die Adventszeit diente dazu, die Puppenküchen zu reinigen und zu modernisieren. So wurden die Puppenküchen mit neuen Tapeten und Möbeln versehen, die Wände und Möbel teilweise neu gestrichen und lackiert sowie Neuerungen aus der realen Küchenwelt wie beispielsweise neue Küchengeräte auf die Miniaturküchen übertragen, wodurch es für die Kinder jedes Jahr zu Weihnachten etwas Neues in der Puppenküche zu entdecken gab, was sie bestaunen und mit dem sie spielen konnten. Oft wurden zur Freude der Kinder kleine Leckereien wie Zuckerhüte in der Puppenküche verteilt.

## Ausstattung und Zubehör
Puppenküchen konnten und können auch beleuchtet werden, anfangs mit Miniaturkerzen, später auch mit Petroleumlampen oder mit elektrischem Licht.

### Spielen mit Wasser
Teilweise gab es auch einen Wasseranschluss in Form eines an der Außenseite der Puppenküche angebrachten Wassertanks, mit dem Wasser mittels eines Rohres oder Schlauches in ein kleines Spülbecken eingeleitet werden konnte und somit die Möglichkeit bestand, das Puppengeschirr zu spülen.

### Selbstversorgung und Vorratshaltung
Die Ausstattung und das Zubehör von frühen Puppenküchen zeigen oft, wie viel damals in den Haushaltungen noch selbst hergestellt, haltbar gemacht und sorgsam eingelagert werden musste. Was selbst angebaut wurde, war oft reichlich vorhanden. Auch was beim Kaufmann oder auf dem Wochenmarkt gekauft werden musste, wurde meist in größeren Mengen eingekauft, denn dies galt als wirtschaftlicher. Aus Gründen der Sparsamkeit wurden auch Kerzen selbst gezogen, Brot auf Vorrat gebacken, Essig selbst angesetzt und in Fässern aufbewahrt, Obst und Kräuter getrocknet und vieles mehr.
Die Möglichkeiten zur Aufbewahrung und Kühlung von frischen Lebensmitteln waren früher sehr begrenzt. Im Rauchfang hing mitunter ein schmiedeeiserner Speckkranz oder ein Schinken aus Masse oder Tragant, denn es wurde noch selbst geräuchert - und geschlachtet. In manchen Puppenküchen gab es deshalb einen Geflügelstall für Federvieh, das dort als lebender Fleischvorrat gehalten und gemästet wurde; mit dazugehörigem Hackklotz zum Schlachten des Geflügels. Es konnte auch mal ein Ferkel in einem solchen Stall untergebracht sein. In bäuerlich möblierten Puppenküchen hielt sich der Geflügelstall teilweise noch bis in die 1930er Jahre. In Herdnähe wurden dort verwaiste Küken warmgehalten und aufgezogen. Auch wenn in modern ausgestatteten Küchen der Jahrhundertwende nicht mehr selbst geschlachtet wurde, blieb der Hackklotz zum Zerteilen und Verarbeiten von Fleisch noch jahrzehntelang unverzichtbar. 
Geflügelställe waren in den Rauchfangküchen zumeist festeingebaut. Diese kleinen Ställe wurden aber auch als eigenständiges Spielzeug angefertigt. Sie bestanden aus Holz oder Blech und waren manchmal so konstruiert, dass die Hühner oder Gänse darin nach Futter picken konnten, wenn man ein Stäbchen drehte oder mit dem Finger auf das Dach des Geflügelstalls klopfte.

### Möbel für die Puppenküche
Rauchfangküchen waren sehr sparsam möbliert; das Mobiliar war schlicht, zweckmäßig und zumeist festeingebaut. Arbeitstische, Hocker oder Bänke mussten möglichst niedrig sein, um beim Arbeiten im Sitzen dem Rauch, Ruß und Funkenflug möglichst zu entgehen. Sitzgelegenheiten waren in den frühen Puppenküchen ursprünglich meist gar nicht vorhanden. Kochgeschirr, Schüsseln, Anrichteplatten und Teller standen auf offenen Wandborden; Pfannen und Arbeitsgeräte hingen griffbereit an den Wänden. Krüge wurden oft über hölzerne Zapfen gestülpt. Sofern in Rauchfangküchen bereits geschlossene Schränke und Schubladen vorhanden waren, dienten sie der Aufbewahrung von Vorräten.
In den echten, rußigen Rauchfangküchen wurde noch kein Porzellan aufbewahrt; verglaste Küchenschränke für Porzellangeschirr wurden erst um 1880 allgemein üblich. In den Puppenküchen gab es keinen Ruß, dort wurde Zubehör aus Porzellan als Teil der Ausstattung schon um 1800 angeboten.
Gegen Mitte des 19. Jahrhunderts kamen mitunter frei aufstellbare Geschirrschränke zusätzlich in die Puppenküchen. Sie waren damit der Realität in der großen Küche um etwa 30 Jahre voraus. In Musterbüchern um 1850 waren bereits einzeln erhältliche, im Oberteil verglaste Büffets abgebildet. Sie konnten auch außerhalb der Puppenküche aufgestellt und bespielt werden, falls durch die Festeinbauten in der Küche kein Stellplatz dafür vorhanden war. Diese frühen, mit Zierlinien und Blumendekor versehenen Küchenschränke wurden inklusive Porzellangeschirr und Schaugerichten aus Tragant angeboten. Die gleichen Schränke waren auch noch Bestandteil von festeingebauten Kücheneinrichtungen gegen Ende des 19. Jahrhunderts, als die Zeit der Rauchfangküchen vorbei war.

### Zubehör für die Puppenküche
Was es in der großen Küche an Hausrat gab, zum Kochen und zur Haushaltsführung benötigt wurde, gab es auch für das Spiel mit der Puppenküche und entsprach in Funktion, Material und Gestaltung oft bis ins Detail dem großen Vorbild. Deshalb spiegelt der Hausrat für die Puppenküche bis zu einem gewissen Grad die jeweils zeittypischen Erscheinungen, die Gegebenheiten und die Arbeitsweisen in den großen Küchen wider.

#### Gerätschaften in der Rauchfangküche
Da in der Rauchfangküche noch auf offenem Feuer gekocht wurde, gab es in den Puppenküchen dieser Zeit Vorrichtungen und Gerätschaften, deren Bezeichnungen und Verwendungszweck heute kaum noch bekannt sind. Auch sah das Zubehör damals noch etwas anders aus. Beispielsweise hatten Pfannen, Waffeleisen und viele Arbeitsgeräte einen sehr langen Griff, damit die Köchin dem Feuer nicht zu nahe kommen musste.

#### Geschirr und Arbeitsgeräte
Puppenküchen waren oft sehr reichhaltig mit kleinem Kochgeschirr, Back- und Puddingformen, Rührschüsseln, Kannen, Vorratsgefäßen, allerlei Arbeitsgeräten und vielen weiteren Küchenutensilien ausgestattet. Auch Puppenservice, Speisegeschirr und Bestecke wurden in den Puppenküchen aufbewahrt. Hinzu kamen Putz- und Reinigungsutensilien, oft auch Bügeleisen und anderes Zubehör, das zur Pflege der Puppenwäsche gebraucht wurde. 
Viele Gerätschaften und Küchenutensilien bestanden aus Holz: Von schlichten Kochlöffeln über Backmulden bis hin zu kunstvoll aus einzelnen Dauben gefertigter Böttcherware war alles erhältlich. Weitere, sehr häufig verwendete Materialien für das Zubehör in der Puppenküche waren Zinn, Kupfer, Messing, Gusseisen, Blech und Aluminium, sowie Keramik, Porzellan, Emaille und Glas.
In vorindustrieller Zeit wurde manches Zubehör für die Puppenküche noch auf Bestellung von den gleichen Handwerkern angefertigt, die auch Küchengerätschaften für die große Küche herstellten. Es handelte sich deshalb oft um kostspielige und kunstvoll angefertigte Einzelstücke. Durch die Zunftordnungen der Städte war genau festgelegt, wer mit welchen Materialien arbeiten und die hergestellten Gegenstände weiterbearbeiten durfte. Kleine Backformen aus Kupfer fertigte also der Kupferschmied an. Hausrat aus Blech wurde vom Klempner in Handarbeit hergestellt; er lötete auch die Henkel an Kupfergefäße, was dem Kupferschmied nicht erlaubt war. Vertiefungen in Gefäßen und Topfdeckeln wurden aufwändig mit dem Treibhammer vorgenommen. Weiche Formen, gebördelte Kanten und getreppte Topfdeckel sind Zeichen für eine frühe serielle Fertigung.
Mit der Entwicklung neuer Verfahren in der Blechbearbeitung, der Gewerbefreiheit und der wachsenden Industrialisierung im Lauf des 19. Jahrhunderts änderte sich viel: Kupfer und Blech wurde nun auch in Fabriken für Metallspielwaren verarbeitet und verzinnt. Die Qualität der Verarbeitung und die Materialstärken veränderten sich, dadurch wurde solches Spielzeug aber auch deutlich günstiger. Maschinell gestanztes Blech war scharfkantig; einfacheres, aber immerhin stumpfkantiges Weißblechgeschirr blieb oftmals unbehandelt. Die billigsten Sorten wurden jedoch nicht einmal entgratet und stellten eine große Verletzungsgefahr dar. Zubehör aus Metall gab es nun in unterschiedlichsten Ausführungen. Die Handarbeit lässt sich auch bei diesen frühen industriellen Produkten an auffälligen Lötstellen, Nieten und Falzen noch gut erkennen. Mittels Ziehpresse konnten gegen Ende des 19. Jahrhunderts dann auch tiefe, nahtlose Töpfe und andere Gegenstände hergestellt werden. Jedoch blieben manche Fabrikanten auch noch im 20. Jahrhundert bei den alten Verfahrenstechniken. 
Insbesondere mit Holz und Blech wurden auch andere, kostbarere Materialien imitiert: Beispielsweise gab es im Biedermeier kleines, hölzernes Geschirr, das so kunstvoll gedrechselt und bemalt wurde, dass es wie feinstes Porzellan wirkte. Mit etwas Malerei auf schlichtem, flachem oder reliefartig geprägtem Weißblechgeschirr wurde schon um 1800 Wedgwoodware nachgeahmt. Hausrat und Mobiliar aus Weißblech wurde im 19. Jahrhundert so täuschend echt bemalt, dass es wie fein gemasertes helles Holz oder rotbraunes Mahagoni aussah. Es gab in der Puppenküche nahezu keinen Gegenstand, der nicht auch aus Blech hergestellt wurde. Der Beginn der Massenfabrikation ab der Mitte des 19. Jahrhunderts verdrängte die Hand- oder Schablonenmalerei auf Blech im Lauf der Zeit nahezu vollständig.
Eine Neuerung stellte bunt lithografierter, blecherner Hausrat dar. Da das Blech beim direkten Steindruck die Farbe nicht gut annahm, wurde es im Umdruckverfahren lithografiert. Ab 1880 wurde allgemein die einfacher zu handhabende Offset-Lithografie angewandt. Dieses Verfahren brachte eine Fülle von reizvoll gestaltetem Zubehör aus Blech hervor und erlaubte vielerlei Motive und Dekore.

#### Neue Materialien
In der großen Küche war das Hantieren mit schwerem Kochgeschirr aus Eisen und die Reinigung und Pflege von Gegenständen aus Kupfer, Messing oder Silber, die immer wieder blankpoliert werden mussten, mühsam und zeitaufwändig. Es gab zunehmend gesundheitliche Bedenken wegen mancher giftiger Glasuren von Keramikgefäßen oder der gefürchteten Grünspanbildung in Kupfertöpfen, die innen regelmäßig neu verzinnt werden mussten. Schon Anfang bis Mitte des 19. Jahrhunderts entstanden neue Materialien und Verfahrenstechniken, die auch für die Küche genutzt werden konnten. Emailliertes Kochgeschirr, das als besonders hygienisch galt und leicht zu reinigen war, wurde in Folge immer beliebter. Das rostfreie und im Vergleich zu Eisen federleichte Aluminium war damals das Material der Zukunft.
Emaille kam gegen Ende des 19. Jahrhunderts auch vielfach in die Puppenküche und war in verschiedenen Farben und etlichen Dekoren erhältlich. Nicht nur Kochgeschirr und andere Küchenutensilien wurden emailliert angeboten, sondern auch Puppenservice. In hoher Qualität und Bemalung wirkte Emaille fast wie Porzellan, war aber wesentlich unempfindlicher. Einfacheres Blechgeschirr wurde manchmal so lackiert, dass es dem Emaille ähnelte. Aluminium war erst ab Beginn des 20. Jahrhunderts in den Puppenküchen vorhanden. Es war anfangs noch kostspieliger als Kupfer oder vernickeltes Geschirr, wurde aber immer gebräuchlicher und im Lauf der Zeit auch deutlich günstiger. Kunststoffe setzten sich ab Mitte des 20. Jahrhunderts immer mehr durch. Plastik galt als hygienischer und kindgerechter als Blech; auch deshalb waren Kunststoffe bei Spielzeug bald allgegenwärtig. Trotzdem blieben auch im 20. Jahrhundert in der Puppenküche viele der althergebrachten Materialien weiterhin aktuell.

#### Vorbild und Nachbildung
Antikes Zubehör für die Puppenküche ist zumeist funktionell und war zum tatsächlichen Gebrauch bestimmt. Es handelt sich dabei aber nicht um modellhafte Verkleinerungen von Gegenständen aus der großen Küche, sondern um Spielzeug, das für Kinderhände hergestellt wurde. Die Formgebung ist deshalb oft etwas abweichend. So sind in Relation zum Vorbild die Knäufe, Griffe und Kurbeln von Arbeitsgeräten meist etwas größer und handlicher. 
Bei hochwertigen und gut verarbeiteten Geräten für die Puppenküche wurde auch auf die Sicherheit geachtet: Sehr verletzungträchtige Mahlwerke von funktionstüchtigen Reibemühlen oder Kaffeemühlen lagen zum Schutz der Kinderfinger tief im Inneren der Geräte. Die Klingen von Küchenmessern oder Brotschneidemaschinen waren zumeist so stumpf gearbeitet, dass sie sich allenfalls zum Schneiden von Brot und Fleisch aus Marzipan eigneten. Mit einem Fleischwolf aus Aluminiumguss konnte nicht wirklich Fleisch zerkleinert werden, aber zum Durchdrehen von Teig oder Knetmasse war er immer noch funktionell genug. Ein unvorsichtig spielendes Kind konnte sich an manchen Küchengeräten wohl schmerzhaft die Finger einklemmen, aber sich darüber hinaus kaum ernsthaft damit verletzen. 
In Stil und Farbgebung entsprach das Zubehör für die Puppenküche oft ganz genau dem jeweils herrschenden Zeitgeschmack. Insbesondere bei kleineren Gegenständen wurde das Dekor aber manchmal etwas vereinfacht oder anderweitig verändert. Beispielsweise war das beliebte blau-weiße Porzellan im Zwiebelmuster oder Strohblumenmuster auch sehr häufig in der Puppenküche vorhanden. Auf besonders kleinem Speiseservice lässt sich aber kaum noch unterscheiden, um welches Dekor es sich handelt; oft ist es eine Mischung aus beiden Mustern. Vielfach wurden bei Geschirr und anderem Hausrat für die Puppenküche auch ganz andere, bei Kindern beliebte Farben oder Märchen- und Kindermotive als Dekor verwendet.

#### Funktionsfähige Küchengeräte
Ein maßstabsgetreues Größenverhältnis wurde in Puppenküchen oftmals ganz gezielt vernachlässigt. Das Mobiliar entsprach in der Größe zumeist dem Gehäuse, aber Geschirr und Gerätschaften für die Puppenküche waren oft ein wenig größer und nicht mehr in Puppengröße. Nur so konnten Kinder damit gut hantieren und richtig arbeiten. Es waren dadurch auch voll funktionsfähige Küchengeräte möglich. So konnte in Puppenküchen beispielsweise Sahne geschlagen und gebuttert, Kaffee geröstet und gemahlen und sogar Speiseeis hergestellt werden. Die Ausstattungsmöglichkeiten für Puppenküchen waren immer auf dem neuesten Stand. Neue technische Errungenschaften, wie ein Eisschrank oder eine Waschmaschine, kamen oftmals früher in die Puppenküche als in den elterlichen Haushalt. In den Jahrzehnten um 1900 war das Angebot von Einrichtungsgegenständen und Zubehör für Puppenküchen ganz besonders vielfältig. Möbel und Zubehör waren in vielen verschiedenen Größen, unterschiedlichsten Ausführungen und in allen Preisklassen erhältlich. Technisch ausgereifte und voll funktionstüchtige Küchengeräte gehörten zu den kostspieligeren Gegenständen. Aber auch einfacheres Zubehör war zu dieser Zeit oft sehr prächtig oder elegant verziert. 

### Puppenkochbücher

21. Auflage des Kochbüchleins von Julie Bimbach, um 1884, Schreiber Verlag, Esslingen

Für das Spiel in der Puppenküche und mit dem Puppenherd gab es spezielle Kochbücher, die sich direkt an meist 8- bis 14-jährige Mädchen richteten. Die ersten Puppenkochbücher, als Spiel- und Beschäftigungsbücher für Mädchen, entstanden Mitte des 19. Jahrhunderts, als mit Spiritus beheizbare Puppenherde immer mehr Verbreitung fanden. Die inhaltliche und formale Gestaltung der Bücher entsprach dabei der gesellschaftlich etablierten Vorstellung für die Erziehung der Mädchen zur Hausfrau und Mutter. Diese Kinderkochbücher enthielten häufig Ermahnungen zum Wohlverhalten, zu Fleiß, Sparsamkeit, penibler Ordnung und Reinlichkeit beim Kochen und Wirtschaften und teils drastische Warnungen für den Umgang mit dem gefährlichen Herd. Die Rezepte waren in Mengenangaben für die Zubereitung von Speisen in Kinder- oder Puppenportionen angegeben; es gab auch komplette Menüvorschläge.
Bekannte damalige Kochbuchautorinnen wie Christine Charlotte Riedl (1801–1873) und Henriette Davidis (1801–1876) verfassten auch Puppen- oder Kinderkochbücher mit vereinfachten Rezeptanweisungen. Henriette Davidis Kinderkochbuch „Puppenköchin Anna“ (1856) zählte zu den bekanntesten Titeln. Das wohl erfolgreichste Puppenkochbuch war das „Kochbüchlein für die Puppenküche“ von Julie Bimbach (1853). Die inhaltliche und formale Gestaltung der Puppenkochbücher entsprach dabei den damals gesellschaftlich etablierten Vorstellungen über die Erziehung von Mädchen zur Hausfrau und Mutter. In „Haustöchterchens Kochschule“ (1895) schrieb Anna Jäger: „Was Dir jetzt ein heiteres Spiel ist, wird Dir auch später eine liebe Thätigkeit sein, und wenn sie Dir in fernen Tagen einmal zur Pflicht wird, wird sie Dir lieb sein und Du wirst spielend erfüllen, was Du schon im Spiele geübt.“ Diese Kochschule für das Kochen am Puppenherd richtete sich an Mädchen von bis zu 16 Jahren.

## Pädagogische Absichten
Puppenküchen hatten neben dem Spielen auch eine erzieherische Funktion. Sie waren aufgrund der um 1900 vorherrschenden Rollenklischees vor allem für Mädchen gedacht und sollten sie auf ihre späteren Aufgaben im Haushalt sowie als Ehefrauen und Mütter vorbereiten. Auch wenn die Töchter reicher Bürgerfamilien später meist selten in die Verlegenheit kamen, selbst in der Küche arbeiten zu müssen, sollten sie zumindest die Grundlagen der Küchen- und Hausarbeit erlernen, um die Bediensteten in der Küche beaufsichtigen und gegebenenfalls zurechtweisen zu können.